# Allodia californensis
Allodia californensis är en tvåvingeart som beskrevs av Zaitzev 1983. Allodia californensis ingår i släktet Allodia och familjen svampmyggor.
Artens utbredningsområde är Kalifornien. Inga underarter finns listade i Catalogue of Life.